# Ernst Simon (Verleger)
Ernst Simon (* 6. Dezember 1921; † 14. Dezember 1998 in Dillenburg) war ein deutscher Zeitungsverleger.
Simon studierte nach dem Zweiten Weltkrieg an der Philipps-Universität Marburg und schloss sein Studium als Diplom-Volkswirt ab. Seit 1952 gehörte er der Marburger Burschenschaft Rheinfranken an. Er war Herausgeber der Dill-Zeitung in Dillenburg.
Über seine unternehmerischen Tätigkeiten hinaus setzte er sich für die Belange der Zeitungen und insbesondere die Interessen der lokalen Presse ein. Er war Mitglied in der Arbeitsgruppe Journalistenausbildung und Rechnungsprüfer beim Verband Hessischer Zeitungsverleger. Daneben war er Vorsitzender des Vorstands der Wirtschaftlichen Genossenschaft der Presse (WIGO).
1991 wurde er mit dem Großen Verdienstkreuz des Verdienstordens der Bundesrepublik Deutschland ausgezeichnet.